# Yasmine Seale
Yasmine Seale est une écrivaine et traductrice littéraire anglo-syrienne qui travaille en anglais, en arabe et en français. Ses œuvres traduites comprennent Les Mille et Une Nuits Annotées : Contes des 1001 Nuits et Aladdin : Une Nouvelle Traduction. Elle est considérée comme la première femme à traduire l'intégralité des Mille et Une Nuits du français et de l'arabe vers l'anglais,. En 2020, elle a reçu le Queen Mary Wasafiri New Writing Prize (en) pour la Poésie.

## Carrière
Seale a écrit des essais, de la poésie et des œuvres d'art visuel, et a traduit des œuvres littéraires de l'arabe et du français. En 2018, sa traduction du conte Aladdin a été publiée par WW Norton & Company. En 2021, sa traduction des Mille et Une Nuits, intitulée The Annotated Arabian Nights, a été publiée par WW Norton. La publication de 2021 est une version abrégée de sa traduction des Mille et Une Nuits, et une version plus substantielle est prévue pour publication par WW Nortion en 2023.
En 2021, Seale a remporté une bourse PEN America (en) 2022 pour soutenir sa traduction de l'arabe de If You See Them Fall to Earth d'Abd al-Ghani al-Nabulsi (en) ,. Elle traduit également l'œuvre d'Al-Khansa pour la Bibliothèque de littérature arabe (en).
Elle a co-traduit le recueil de poésie Agitated Air: Poems after Ibn Arabi avec Robin Moger, qui a été publié en 2022. Sa traduction du recueil de poésie intitulé Something Evergreen Called Life de l'écrivaine anciennement connue sous le nom de RaMa et aujourd'hui connue sous le nom de Rania Mamoun (en) a été publiée en 2023.
En plus de ses travaux écrits, elle donne des ateliers sur la théorie et la pratique de la traduction anglais-arabe.

## Réception critique

### Aladdin: une nouvelle traduction
Une critique pour Publishers Weekly déclare : « La splendide traduction de Seale introduit les lecteurs à la profondeur surprenante des aventures d'Aladin tout en conservant une touche classique » et « Cette traduction exaltante ravira les fans de contes de fées plus sombres et plus complexes et bouleversera l'image préconçue des lecteurs d'Aladin ». Une critique dans The New Yorker déclare : « Cette nouvelle traduction du conte classique est, comme la lampe en son centre, plus sombre, plus sale et plus tordue que son itération Disneyfiée, soulignant ses qualités transgressives » et « Le texte de Seale a une fluidité et une élégance qui donnent même à ce régime de « rêves, de fumée et de visions » un poids satisfaisant ».
Dans une critique pour Gramarye, Ruth B. Bottigheimer (en) écrit : « La traduction de Seale conserve un rythme narratif vivant ; son rendu fluide reflète sa profonde connaissance du français des XVIIe et XVIIIe siècles » et « Seale révise le préjugé noir-blanc des Nuits en omettant régulièrement la part africaine de l'identité du méchant magicien. Cela convient, je pense, à une traduction indépendante d'« Aladdin » destinée à un large public ».

### Les Mille et Une Nuits annotées: Contes des 1001 Nuits
Une critique pour The Economist indique : « Les adaptations occidentales ont parfois déformé les contes originaux, souvent pour satisfaire les fantasmes orientalistes du Moyen-Orient. Parallèlement, bien que le péril et l'ingéniosité féminins soient au cœur de l'histoire, aucune femme n'a jusqu'à présent publié de traduction anglaise complète du cycle narratif. Tout cela confère à cette nouvelle édition, traduite par Yasmine Seale, une poétesse anglo-syrienne, une importance capitale ». Dans une critique pour le Washington Post, Michael Dirda écrit : « De manière générale, l'adaptation anglaise par Seale d'"Alf Layla wa-Layla" – "Les Mille et une Nuits" – corrige le penchant orientalisant et le racisme occasionnel du XIXe siècle, tout en nous rappelant que les femmes, et pas seulement Shéhérazade, sont au cœur de ces merveilleuses histoires ».
Dans une critique pour The National, Ben East écrit : « Le passé de Seale, francophone et arabophone, fait d'elle la personne idéale pour traduire à partir des deux langues et pour garantir que les récits de Diyab aient un fondement culturel cohérent au XXIe siècle comme au XVIIIe ». Dans The New Yorker, Yasmine AlSayyad décrit le livre comme « une nouvelle traduction électrique » et écrit : « La caractéristique la plus frappante des contes arabes est leur changement de registres – prose, prose rimée, poésie – et Seale saisit magnifiquement le mouvement entre eux ». Robyn Creswell (en) écrit dans The New York Review que la traduction de Seale « a une texture – serrée, lisse, habilement structurée – qui rend les versions précédentes soit criardes, soit légèrement ternes en comparaison ».

### Agitated Air: Poems after Ibn Arabi
Dans une critique pour ArabLit Quarterly (en), Marcia Lynx Qualey écrit : « Dans ce recueil, [Seale et Moger] ont chacun commencé par traduire une œuvre d’Ibn Arabi, puis se l’ont envoyée par courriel. À la lumière et à l’ombre de ce nouveau partenaire-traducteur, chacun a réalisé une nouvelle itération, puis l’a renvoyée à l’autre, et ainsi de suite, jusqu’à épuisement du poème ou des poètes-traducteurs ». Et « La particularité d’Agitated Air, c’est que nous avons un texte original et de multiples réflexions sur la même courte œuvre, par deux poètes-traducteurs en conversation ou en débat ».
Reem Abbas écrit dans une critique pour le P. N. Review (en) : « Aussi désespérément saisissante que puisse paraître l'interprétation de ses propres désirs, Seale et Moger parviennent à traduire les propres traductions spirituelles d'Ibn Arabi en anglais dans un langage tout aussi pur de désir et de tourment (شوق). ».

## Œuvres choisies

### Poésie
- « Sagesse conventionnelle » (lauréat du Queen Mary Wasafiri New Writing Prize (en) 2020)[3].

### Traduction
- Aladdin : une nouvelle traduction (éd. Paulo Lemos Horta, 2018) (ISBN 978-1-63149-516-8)
- Les Mille et Une Nuits annotées : Contes des 1001 Nuits (éd. Paulo Lemos Horta, préface d'Omar El Ekkad (en) et postface de Robert Irwin, 2021) (ISBN 978-1-63149-363-8)
- « The Gap » de Maya Abu al-Hayyat (nouvelle) (publiée dans All Walls Collapse: Stories of Separation, édité par Will Forrester et Sarah Cleave, 2022) (ISBN 1-912697-57-2) [23]
- Air agité : poèmes d'après Ibn Arabi, avec Robin Moger (éd. Dominic Jaeckle, 2022) (ISBN 978-1-8380200-4-0)
- Quelque chose d'éternel appelé la vie par Rania Mamoun (en), 2023 (ISBN 9780900575181)

### Essais et articles
- « Les voyages d'un maître conteur », The Paris Review , mai 2021 (publié pour la première fois comme préface de la traduction d'Elias Muhanna du Livre des voyages de Hanna Diyab)[24],[25],[26].
- « Après la révolution : trois romans sur le présent répressif de l'Égypte », Harper's Magazine, janvier 2018[27]
- « Camera Ottomana », sur la photographie ottomane, FRIEZE, septembre 2015[28]
- « Q v. K », sur la politique de l'alphabet turc, blog LRB, octobre 2013 [29]

## Vie personnelle
Seale a grandi en Europe et a appris l'anglais, l'arabe et le français,. Sa mère est syrienne et son père est tuniso-russe et a grandi au Royaume-Uni. Seale est la petite-nièce du poète syrien Nizar Qabbani.